# ハーゲンローザー彗星 (168P)
ハーゲンローザー彗星 (168P/Hergenrother) は、周期彗星の1つである。

## 発見
ハーゲンローザー彗星は、1998年11月22日にカール・ハーゲンローザー (Carl W. Hergenrother) によって発見された。2005年に回帰が確認された事で、168番目の周期彗星として登録された。

## 核の分裂
ハーゲンローザー彗星は、2012年10月1日に近日点を通過したが、その後の観測によって、核が分裂し始めている事が発見された。核は少なくとも4個に分裂しているのが、11月2日のジェミニ望遠鏡の観測によって判明した。核が分裂し、塵が大量に放出された事によって、ハーゲンローザー彗星の視等級は、直前の15.2等級から8等級へと、実に約760倍も明るくなった。核が分裂するまでの数週間、核からは何度か目立つ塵の放出が観測されていた。そして、分裂した破片は明らかに本体の核と比べて暗く、恐らく核の表面から分裂した破片であると考えられている。

## 天体との接近
ハーゲンローザー彗星は、近日点距離が2億1168万km(1.415AU)と、火星軌道の内側に入り込む程度の、近日点距離が遠い彗星であり、遠日点距離は木星軌道より外側の8億7216万km(5.830AU)である。このため、軌道が変化しない限りは地球には極端には接近しない。地球に前回最も接近したのは2012年9月25日の6327万km(0.423AU)であり、次回これほど接近するのは2087年9月24日の5086万km(0.340AU)まで待たねばならない。
火星には、2026年4月26日にわずか930万km(0.062AU)まで接近する予定である。
木星には、1980年11月14日に2816万km(0.188AU)まで接近しており、次回この程度まで接近するのは2123年1月5日の2337万km(0.156AU)である。重力の強い木星に頻繁に接近するため、ハーゲンローザー彗星の軌道は長期的には安定しないと考えられる。